# 신형전술유도무기
신형전술유도무기는 북한의 단거리 탄도 미사일이다.

## 역사
신형전술유도탄과 다른 무기이다.
신형 전술유도무기는 ‘북한판 에이태킴스(KN-24)’를 일부 개량한 것으로 추정된다. 북한판 에이태킴스(KN-24)보다 비행거리가 짧다. 북이 이날 공개한 사진 속 무기는 탄두부 끝이 노란색이고 외형이 ‘북한판 이스칸데르’(KN-23)와 유사하다.
발사관이 4개라는 점에서 초대형 방사포처럼 연속발사가 가능할 것으로 보인다.

## 전술핵
북한 조선노동당 기관지 노동신문은 2022년 4월 16일 오후 6시께 김정은 참관 아래 신형전술유도무기 시험발사가 성공적으로 진행됐다며 "이 무기체계는 '전술핵 운용'의 효과성과 화력임무 다각화를 강화하는 데 커다란 의의를 갖는다"고 17일 보도했다.

## 랜스 미사일
과거 주한미군은 MGM-52 랜스 미사일에 전술핵을 사용했다. 랜스 미사일은 길이 6.1 m, 무게 1.5톤, 사거리 120 km, W70 핵탄두를 장착했다. W70 핵탄두는 무게 122 kg, 폭발력 1-100 kt의 전술핵인데, 일반적인 전술핵 탄두 보다는 1kt W70-3 중성자탄이 주한미군에서 매우 유명했다. 미국이 실전용으로 개발한 최초의 중성자탄이다. 박정희 정부 당시, 주한미군의 랜스 중성자탄을 매우 홍보하고 자랑했었다.
랜스 미사일은 1992년 퇴역하고, MGM-140 ATACMS로 대체되었다. 주한미군의 에이태킴스에는 전술핵 탄두 사용을 하지 않고, 모두 재래식 탄두로 사용했다.
그런데, 최근 워터게이트 특종으로 유명한 미국의 언론인 밥 우드워드가 출간한 저서 ‘격노(Rage)’에서 미국이 북한과의 갈등이 최고조였던 2017년 검토한 작전계획 5027에 핵무기 80개 사용 가능성이 포함됐다고 쓴 것이 알려지면서 논란이 있었다. 한국 문재인 정부의 청와대에서는 북한이 80발을 사용할 경우를 대비한 것이라고 주장했는데, 문구상으로는 미국이 전술핵 80개를 사용할 것을 작계에 규정한 것으로 보였다. 주한미군은 에이태킴스 미사일에 핵탄두는 전혀 사용하지 않는다고 알려져 왔지만, 그것이 아닐 수도 있다는 내용이었다.
격노(Rage)에서, 북한이 지난 2017년 7월 4일 화성-14를 발사하자 당시 제임스 매티스 국방장관의 승인에 따라 빈센트 브룩스 당시 주한미군사령관이 미군 전술 미사일 발사를 명령했다. 에이태킴스 미사일은 동해상으로 186마일(299.33㎞)을 날아갔다. 우드워드는 "미국의 미사일 발사 지점과 북한의 미사일 시험 발사 장소, 위성 사진상 김정은이 미사일 발사를 지켜보는 텐트와 정확히 같은 거리였다"고 적었다.
즉, 전체적인 문맥의 대략의 뉘앙스가, 주한미군의 에이태킴스 미사일에 전술핵탄두 80발을 장착했을 수도 있다는 식으로 썼다. 2017년 7월 4일 화성-14 발사는 북한 최초의 ICBM 시험발사인데, 주한미군이 재래식 탄두를 장착한 에이태킴스 미사일로 보복 시험발사를 했다고 하면, 뭔가 말이 맞지 않는데, 격노에서는 그 에이태킴스에 핵탄두가 장착될 수 있다는 점을 시사했다.
한국은 MGM-140 ATACMS를 모방해 케이티즘 미사일을 개발중이다.
북한의 신형 전술유도무기는 한국군이 개발 중인 소형 단거리 전술지대지미사일 케이티즘(KTSSM)과 유사한 측면을 보인다. 차량에서 발사되며, 발사관이 4개인 점, 사거리도 유사하며, 미사일 외양도 유사하다.

## 독사
북한은 KN-02 독사를 퇴역시켰다. 이번 신형전술유도무기는 퇴역한 독사를 대체하는 무기로 평가된다.
신종우 한국국방안보포럼 전문연구위원은 “기존의 KN-23을 소형화해 북한군 포병부대가 직접 운영하는 KN-02 미사일을 대체하려는 의도로 보인다”고 평가했다. KN-02는 구소련의 SS-21을 기반으로 제작된 구형탄도미사일로 별칭은 ‘독사’다.
한국군당국은 북한이 노후화로 수년 전 퇴역시킨 포병부대용 KN-02(독사) 구형 단거리 탄도미사일을 대체하기 위해 개발했을 가능성에 주목하고 있다.

## 프로그 미사일
북한은 1970년대 후반 소련제 프로그 미사일을 역설계하는 방법으로 탄도미사일 기술을 습득했다.
프로그 미사일은 무게 2.5톤의 무유도 단거리 탄도 로켓으로, 500 kg 200 kt 핵탄두를 탑재하고 사거리 70 km였다. 현재는 기술의 발전으로 무게 1.5톤에 180 km 사거리까지 가능하다. 즉, 기술의 발전으로 미사일이 좀 바뀌었지만, 북한이나 한미나 내내 1960년대 소련 프로그 미사일의 후속버전들이라고 보면 이해가 쉽다.

## 시험발사
2022년 4월 16일 6시쯤 북한이 함흥 일대에서 동해상으로 발사한 2발의 발사체를 포착했다. 올들어 13번째 도발이다. 합참에 따르면, 이번 발사체는 정점고도 약 25㎞, 비행거리 약 110㎞, 최고 속도는 마하 4.0(음속의 4배, 초속 1360m) 이하로 탐지됐다.
4월 15일은 김일성 생일인 태양절이다.

## 비교
| 모델             | 국가     | 발사중량 | 탄두중량 | 사거리 | 발사관수 |
| ---------------- | -------- | -------- | -------- | ------ | -------- |
| KN-23            | 북한     | 미상     | 미상     | 500 km | 2개      |
| KN-24            | 북한     | 미상     | 미상     | 400 km | 2개      |
| 신형전술유도탄   | 북한     | 미상     | 미상     | - km   | 2개      |
| 신형전술유도무기 | 북한     | 미상     | 미상     | 110 km | 4개      |
| 랜스             | 미국     | 1527 kg  | 122 kg   | 120 km | 1개      |
| 에이태킴스       | 미국     | 1670 kg  | 560 kg   | 128 km | 2개      |
| 케이티즘         | 대한민국 | 1500 kg  | 미상     | 180 km | 4개      |